# 808 (szám)
A 808 (római számmal: DCCCVIII) egy természetes szám

## A szám a matematikában
A tízes számrendszerbeli 808-as a kettes számrendszerben 1100101000, a nyolcas számrendszerben 1450, a tizenhatos számrendszerben 328 alakban írható fel.
A 808 páros szám, normálalakban a 8,08 · 102 szorzattal írható fel. Nyolc osztója van, ezek a: 1, 2, 4, 8, 101, 202, 404 és 808.
A 808 négyzete 652 864, köbe 527 514 112, négyzetgyöke 28,42534, köbgyöke 9,31401, reciproka 0,001237.